# 絲鰭猴鯊
絲鰭猴鯊（学名：Myersina filifer），又名長絲絲鰕虎魚，为鰕虎科犁突鰕虎魚屬下的一个种。

## 扩展阅读
- 維基物種上的相關：絲鰭猴鯊